# 3-Nitrotoluen
3-Nitrotoluen ili meta-nitrotoluen je zeleno-žuta tečnost. On se koristi u proizvodnji meta-toluidina.

## Spoljašnje veze
- CDC - NIOSH Pocket Guide to Chemical Hazards -  m-Nitrotoluene